# Ghost Storm
Ghost Storm è un film del 2011 diretto da Paul Ziller.

## Trama
Un gruppo di ragazzi insieme alla polizia, tentano di salvare un paese di una piccola isola da uno strano fenomeno paranormale comandato da spiriti in cerca di vendetta.